# بوني هنت
بوني هنت (بالإنجليزية: Bonnie Hunt)‏ ممثلة أمريكية من مواليد 22 سبتمبر 1961. تم ترشيحها مرتين لجائزة إيمي وجائزة غولدن غلوب.

## أعمالها
بعض أعمال
| أعمال                  | الدور/الوظيفة   |
| ---------------------- | --------------- |
| Toy Story 4            | دوللي (صوت)     |
| Cars 3                 | سالي (صوت)      |
| Zootopia (Zootropolis) | بوني هوبس (صوت) |
| Hurricane Season       |                 |
| Cheaper by the Dozen 2 | كيت بيكر        |
| أرخص بالدستة           | كيت بيكر        |
| .Monsters, Inc         |                 |
| The Green Mile         | جان إيدجكومب    |
| قلوب عشوائية           | ويندى           |
| Jerry Maguire          |                 |
| Jumanji                | سارة ويتل       |
| Only You               | كيت             |

## مواقع خارجية
- بوني هنت على موقع IMDb (الإنجليزية)
- بوني هنت على موقع روتن توميتوز (الإنجليزية)
- بوني هنت على موقع قاعدة بيانات الأفلام العربية
- بوني هنت على موقع ألو سيني (الفرنسية)
- بوني هنت على موقع ميوزك برينز (الإنجليزية)
- بوني هنت على موقع تيرنر كلاسيك موفيز (الإنجليزية)
- بوني هنت على موقع أول موفي (الإنجليزية)
- بوني هنت على موقع بوكس أوفيس موجو (الإنجليزية)
- بوني هنت على موقع قاعدة بيانات الأفلام السويدية (السويدية)
- بوني هنت على موقع إن إن دي بي (الإنجليزية)